# Gorecht

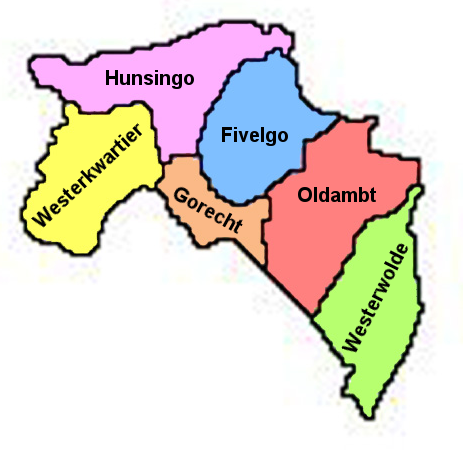

Das Gorecht (Gronings Gerecht) ist (seit 1392) das ursprüngliche Gebiet der Gerichtsbarkeit der Stadt Groningen in den heutigen Niederlanden. Es bestand zum größten Teil aus den Gebieten der heutigen Gemeinden Groningen und Midden-Groningen. Manchmal wird es auch das Gerecht van Selwerd genannt. Das Gorecht besteht aus zwei Teilen: das Go östlich der Hunze und das Wold westlich davon. Go hat die Bedeutung von Gau.
Ursprünglich war das Gorecht ein Teil von Drenthe. Später wurde es unter der Stadt Groningen mit den friesischen Ommelanden und Westerwolde zur niederländischen Provinz Groningen zusammengefasst.